# Julien Bogaert
Julien Bogaert (Kortrijk, 18 augustus 1924 - aldaar, 3 oktober 2018) was een Belgisch kajakker. 

## Levensloop
Bogaert begon met varen omstreeks 1940, kort na de bezetting tijdens de Tweede Wereldoorlog van Kortrijk. Hij was aangesloten bij de Kortrijkse Yacht & Kano Club (KYKC).
Op 23-jarige leeftijd maakte hij zijn olympisch debuut bij de Spelen van 1948 te Londen. De wedstrijden werden gehouden op het Henley Royal Regatta Course. Hij werd er uitgeschakeld in de reeksen op het onderdeel K1 1000 meter met een tijd van 5.00,1. 
In 1952 zette hij een punt achter zijn sportcarrière.

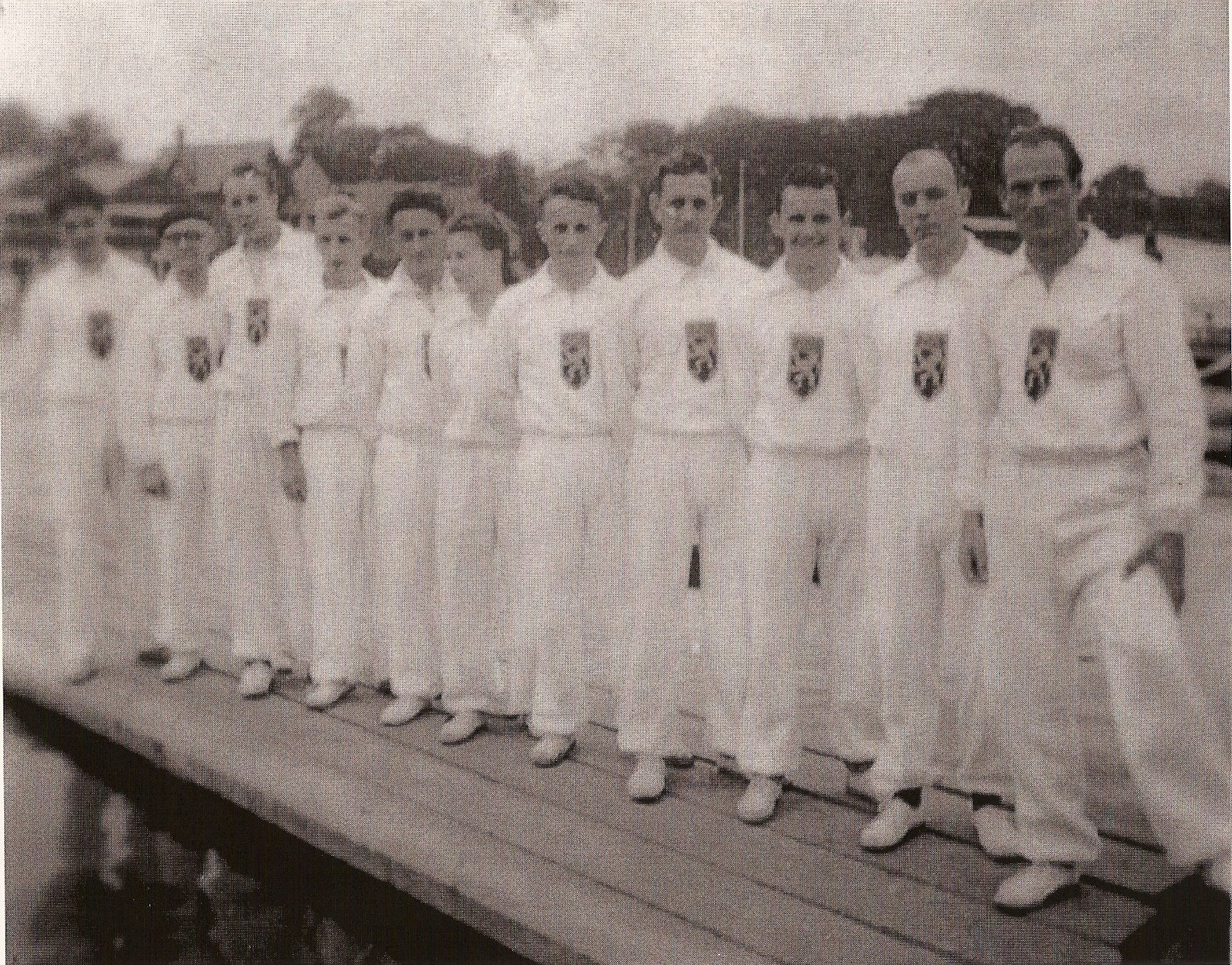
Julien Bogaert tijdens de Olympische Zomerspelen in London